# Budča
Budča (allemand : Butsch bei Altsohl, hongrois : Zólyombúcs) est un village de Slovaquie situé dans la région de Banská Bystrica.

## Géographie
Le village est situé à environ 5 km à l'ouest de la ville de Zvolen (dans la direction Žiar nad Hronom) dans une vallée pittoresque entre les massifs de Štiavnica et de Kremnica qui l'entoure de tous côtés et sur les rive de la rivière Hron. l'altitude du village est de 285 mètres. Une route historique reliant Budapest à Cracovie et traversant le territoire de la Slovaquie du sud au nord passe par Budča.

## Histoire
La première mention écrite du village date de 1254.

## Démographie

### Évolution de la population
| Année:               | 1994. | 2004.    | 2014.   | 2024.   |
| -------------------- | ----- | -------- | ------- | ------- |
| Nombre de personnes: | 979   | 1181     | 1295    | 1370    |
| Différence:          |       | +20,63 % | +9,65 % | +5,79 % |

| Année:               | 2023. | 2024.   |
| -------------------- | ----- | ------- |
| Nombre de personnes: | 1379  | 1370    |
| Différence:          |       | -0,65 % |